# Ампелография
Ампелогра́фия (от греч. ἄμπελος — виноград и γράφος — описание) — наука о видах и сортах винограда, о закономерностях изменчивости их свойств под влиянием среды и направленного воздействия человека.

## История и современность
Впервые термин ампелография применил польский учёный-естествоиспытатель Филип Яков Сакс (1661), которого и считают основоположником ампелографии. Как самостоятельная отрасль прикладной ботаники ампелография оформилась в начале XIX века. Научные основы ампелографии были заложены испытателем ампелографом Симоном де Рохас Клементе (1806) в сочинении «Опыт изучения сортов винограда, произрастающих в Андалузии». В 1873 году в Вене была учреждена Международная ампелографическая комиссия, установившая единообразную систему для описания сортов винограда, в дальнейшем принятую всеми ампелографами.
Ампелография делится на:
- общую, изучающую вопросы систематики семейства виноградных, происхождения, распространения и изменения видов и сортов, методику ампелографических исследований,
- частную, включающую ботаническое описание сортов и клонов (генетически однородное вегетативное потомство одной особи) винограда, их биологическую и хозяйственную характеристику.

В настоящее время ампелографические сведения накапливаются в банках данных. Банк данных генофонда винограда — собранная и сосредоточенная информация о наличии биоморфологических и хозяйственно — технологических признаков и свойств у генотипов (сортов, форм и клонов) винограда, необходимая для сортоизучения, интродукции и селекции. Поскольку генофонды винограда в разных странах мира весьма различны и насчитывают тысячи генотипов, перед ампелографами стоит задача не только их изучить, описать и сохранить, но и мобилизовать лучшие генотипы для интродукции, размножения или селекционной работы.

## Классификация сортов винограда
Для описания сортов в 1873 году в Вене Международной ампелографической комиссией была утверждена единая система.
Большую путаницу в классификацию сортов винограда вносит то обстоятельство, что одни и те же сорта винограда в разных регионах имеют собственные названия. У некоторых сортов десятки и даже сотни таких синонимов. В былые времена завезённому из другого региона/страны сорту часто давалось местное, более понятное название. Примером может служить сорт серексия чёрная, в Молдавии именуемый рара-нягрэ, на Украине — растрёпой, в Румынии — бэбяска-нягрэ, а в Австрии — цотлером.
Также существует проблема омонимов, когда разные сорта винограда имеют одинаковое название. Чаще всего это происходит когда сорту даётся опять-таки произвольное название по ярким внешним признакам — форме, окраске или вкусу ягод. Например, часто такие разные по происхождению и признакам сорта, как Карабурну, Хусайне, Корнишон Белый, в обиходе называют «дамскими пальчиками» из-за вытянутой формы ягод. Множество разных сортов с выраженным сортовым вкусом называют просто мускатами, мискетами, ладанными или бусуйоками. Это явление приводит к путанице и утрате оригинальных названий сортов.
В настоящее время Международной организацией винограда и вина (OIV) разработана унифицированная система описания ботанических форм дикорастущего и культурного винограда, изложенная в классификаторе винограда OIV. В нем детально освещена методика описания признаков и свойств, необходимых прежде всего для распознавания и идентификации сортов, форм и видов рода Vitis L. Согласно положениям классификатора OIV, все признаки и свойства винограда кодируются соответствующими трехзначными шифрами.
С целью охраны авторских прав селекционеров и проведения экспертиз новых сортов на отличимость, однородность и стабильность Международный союз по охране новых сортов растений (УПОВ) утвердил 77 обязательных биоморфологических признаков, кодирование которых осуществляется по положениям классификатора OIV.
Использованием классификатора OIV достигается стандартизация техники описания изучаемых объектов, что способствует более объективной оценке характеристик, установлению синонимов и омонимов, упорядочению мировых ресурсов в виде итогов инвентаризации генотипов всего генофонда, в том числе и ампелографических коллекций.